# Fort McHenry

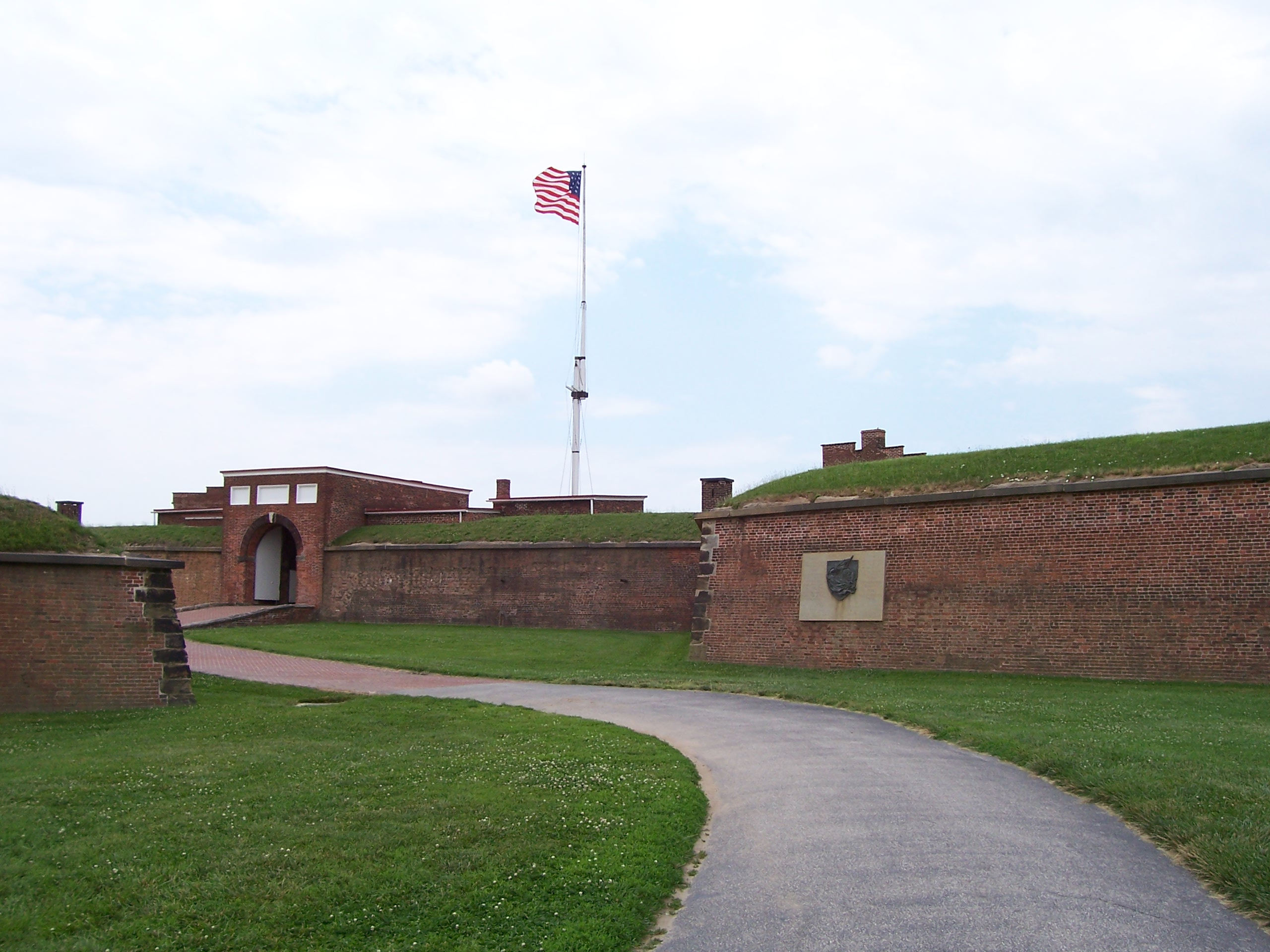
Fort McHenry współcześnie

Fort McHenry – fortyfikacje w kształcie gwiazdy pięcioramiennej położone przy wejściu do portu Baltimore nad zatoką Chesapeake.
W całej swojej historii fort został zaatakowany tylko raz. Miało to miejsce 13 września 1814 roku podczas wojny brytyjsko-amerykańskiej. Tego dnia o świcie brytyjska marynarka wojenna rozpoczęła bombardowanie fortu, które w strugach ulewnego deszczu trwało nieprzerwanie przez 25 godzin, ostatecznie jednak Brytyjczycy zostali zmuszeni do odwrotu.
Zainspirowany tym wydarzeniem Francis Scott Key, będący świadkiem bombardowania jako jeniec na jednym z brytyjskich okrętów, napisał wiersz The Star-Spangled Banner, który w 1931 roku stał się tekstem oficjalnego hymnu państwowego Stanów Zjednoczonych.
Obecnie fort objęty jest ochroną federalną jako Fort McHenry National Monument and Historic Shrine, zarządzany przez National Park Service.